# 阿拉卡图
阿拉卡图是巴西巴伊亚州的一个市镇。总面积1535.89平方公里，总人口13815人，人口密度9人/平方公里。